# 湯谷石子駅
湯谷石子駅（ゆのたにいしこえき）は、かつて石川県能美郡寺井町石子（現:能美市石子町）に位置していた北陸鉄道能美線の駅（廃駅）である。

## 歴史

### 年表
- 1925年（大正14年）3月21日：能美電気鉄道の駅として開業。
- 1926年（大正15年）10月2日（届出）：列車交換機能を設置[1]。
- 1939年（昭和14年）8月1日：金沢電気軌道の駅となる。
- 1968年（昭和43年）9月1日 - 9月6日：閉塞の取り扱いと列車交換機能及び貨物側線を廃止、単式ホーム1面1線となる[1]。
- 1980年（昭和55年）9月14日：能美線廃止に伴い廃駅。

### 駅名に関して
工事施行申請時は駅名を「石子湯谷」としていたが、開業3日前の届出で「湯谷石子」と改めていた。

## 駅構造
1968年までは島式ホーム1面2線と貨物側線を有する地上駅で、この地方の特産品である九谷焼の積み出しの他、近辺の湯谷、徳山、和気に点在していた瓦工場の瓦と燃料の石炭の入出荷、鍋谷にあった服部鉱山からの陶石の積み出しにも利用され、構内には重油タンクも有った。晩年は列車交換機能（島式ホーム北側の線路）、貨物側線も無くなり棒線化された。

## 現状
鉄道路線廃止後は公園として再整備されており、駅跡を示す石碑が設置されている。

## 隣の駅
北陸鉄道
能美線
徳久駅 - 湯谷石子駅 - 加賀佐野駅